# B−L
В физике элементарных частиц B − L (произносится «бэ минус эль») — разность барионного и лептонного чисел. Это квантовое число глобальной калибровочной симметрии U(1) в некоторых моделях Великого объединения, обозначаемой U(1)B − L. В отличие от барионного числа или лептонного числа по отдельности, эта гипотетическая симметрия не нарушается хиральными или гравитационными аномалиями, поэтому эта симметрия часто вводится в теории. Если же B − L является локальной симметрией, то она должна спонтанно нарушаться, чтобы нейтрино смогли получить ненулевую массу.